# Kyskhedstræ
Kyskhedstræ (Vitex agnus-castus) er løvfældende busk med en tæt, halvkugleformet vækst. Gamle planter får dog efterhånden en uregelmæssigt opstigende vækst. Hele planten dufter aromatisk, og frugterne anvendes medicinsk.

## Beskrivelse
Barken er først glat og grågrøn, senere bliver den kantet og violetgrå, og til sidst kan ældre grenes bark være grå og opsprækkende. Knopperne er modsatte, runde og ret små med en grålig farve, som skyldes et tæt hårlag. 
Bladene er trekoblede eller 5-7-fingrede. Småbladene er lancetformede med hel eller fint takket rand. Oversiden er mørkt grågrøn, mens undersiden er lysegrå. Blomstringen sker i juni-juli, hvor man ser de blå læbeblomster sidde samlet i endestillede aks. Frugterne er små runde nødder, som ikke modner ordentligt i Danmark.
Rodnettet er dybtgående og vidt udbredt. 
Højde x bredde og årlig tilvækst: 1,5 x 1,5 m (25 x 25 cm/år). Disse tal gælder her i landet. I sin hjemegn kan planten blive op til 4 x 4 m.

## Hjemsted
Busken hører hjemme i Middelhavsområdet og Vestasien, hvor den danner tætte bestande langs kyster og flodløb. 
På Korsika ses den langs udtørrede flodlejer sammen med bl.a. Alrune, Nerie, Orientalsk Platan og Vild Oliven. 

## Anvendelse
Blade og blomster bruges som en opstrammende te. Frugterne ansås tidligere for at være hæmmende for kønsdriften (deraf navnet). I dag ved man, at de indeholder stoffer, som har indvirkning på hormonstofskiftet. Især har man lagt vægt på indholdet af aucubin og agnusid, men frøene indeholder også flavonoider og æteriske olier.